# Fury from the Deep
Fury from the Deep (Furia desde la profundidad) es el sexto serial de la quinta temporada de la serie británica de ciencia ficción Doctor Who, emitido originalmente en seis episodios semanales del 16 de marzo al 20 de abril de 1968. Marca la última aparición de Deborah Watling como Victoria Waterfield.

## Argumento
Cuando la TARDIS aterriza en la costa este de Inglaterra, el Segundo Doctor, Jamie y Victoria investigan una playa cercana, que parece tener una extraña cantidad de espuma de mar así como una gran tubería de gas con la etiqueta "Eurogas marino". Cuando el doctor examina la tubería, cree oír el latido de un corazón dentro. Les captura Robson, un refinador de gas sin escrúpulos y muy nervioso, que dirige una importante operación de bombeo con una red de plataformas que se extienden por el Mar del Norte. Su asistente es el más ameno Harris. Está claro que Robson está muy nervioso por la pérdida deliberada de contacto con la plataforma extractora de gas D en el mar, además de por una extraña caída en la línea de alimentación de todas las plataformas. El Doctor sugiere que el supuesto latido de corazón podría ser una criatura dentro de la tubería, lo que explicaría la caída de la presión, pero su sugerencia de suspender el flujo de gas mientras lo investiga la apoya Harris, pero no Robson.

### Continuidad
- Al principio del episodio 1, Victoria menciona que la TARDIS siempre parece aterrizar en la Tierra. Los 24 episodios anteriores, así como los seis de Fury from the Deep, todos tenían lugar en la Tierra, la cadena de episodios consecutivos basados en la Tierra más larga anterior a la era del Tercer Doctor.
- El episodio 1 marca la primera aparición del destornillador sónico del Doctor.[1] Su diseño inicial era el de un simple lápiz luminoso.

## Producción
| Episodio          | Fecha de emisión    | Duración | Espectadores en millones | Estado en el archivo              |
| ----------------- | ------------------- | -------- | ------------------------ | --------------------------------- |
| Episodio 1        | 16 de marzo de 1968 | 24:54    | 8,2                      | Solo quedan fotogramas y el audio |
| Episodio 2        | 23 de marzo de 1968 | 23:08    | 7,9                      | Solo quedan fotogramas y el audio |
| Episodio 3        | 30 de marzo de 1968 | 20:29    | 7,7                      | Solo quedan fotogramas y el audio |
| Episodio 4        | 6 de abril de 1968  | 24:17    | 6,6                      | Solo quedan fotogramas y el audio |
| Episodio 5        | 13 de abril de 1968 | 23:40    | 5,9                      | Solo quedan fotogramas y el audio |
| Episodio 6        | 20 de abril de 1968 | 24:24    | 6,9                      | Solo quedan fotogramas y el audio |
| [ 2 ] [ 3 ] [ 4 ] |                     |          |                          |                                   |

- Entre los títulos provisionales de la historia se incluye The Colony of Devils.
- La imagen de la TARDIS aterrizando en el mar en el episodio 1 se reutilizó en el episodio 10 de The War Games en la siguiente temporada.[5]
- En el audio del episodio 3, la banda sonora comienza con la sintonía original, en lugar de la nueva usada desde el episodio dos de The Faceless Ones.

### Episodios perdidos
- Ninguno de los seis episodios del serial existe completo. Las cintas de video originales fueron las últimas de Doctor Who de los años sesenta que se borraron. Se autorizó la operación a finales de 1974.
- Este es el último serial de Doctor Who del que faltan del archivo todos los episodios.[6] Unos segundos del principio del episodio 1 (la TARDIS descendiendo en vertical para aterrizar en el mar) sobreviven porque se reutilizaron al año siguiente en el episodio 10 de The War Games. También sobrevive la escena en que Oak y Quill lanzaron su ataque de gas tóxico, que sobrevive porque los censores australianos la cortaron, y nunca la devolvieron a la BBC.